# René Kaech
René Edgar Kaech (* 19. April 1909 in Paris; † 19. April 1989) war ein Schweizer Arzt und Schriftsteller.

## Leben
Kaech gründete die Verband Schweizer Schriftstellerärzte und -ärztinnen (ASEM) und war Präsident der Union Mondiale des Écrivains Médecins (UMEM) und Mitgründer der Weltunion der Schriftstellerärzte (FISEM). Von 1944 bis 1972 arbeitete er für die Ciba in Basel, Lissabon und Rio de Janeiro. Er verfasste Romane und Lyrik sowie medizinische Fachliteratur meist auf Französisch. 1977 erhielt er den Titel des Chevalier de l’Ordre des Arts et des Lettres.

## Werke
- La thérapeutique des maladies mentales par l'insuline à Cery. 1929–1938, Art. Institut Orell Fussli, thèse de médecine, Zürich 1930.[2]
- Le poète-gueux. Marguerat, Lausanne 1941.
- L'épopée intérieure. Egloff, Fribourg 1944.
- Héros de roman. C. Carregal, Porto 1948.
- Le mesmérisme. Ciba S.A., Bâle 1948.
- L'hystérie. (Zusammen mit Benno Dukor) Ciba, Basel 1950.
- Un grand historien de la médecine. Le professeur Henry Sigerist. In: Médecine et hygiène : journal suisse d’informations médicales et paramédicale : réservé à la corporation médicale, 1951.
- Discours pour un mort. Editions du Scorpion, Paris 1959.
- Figures de médecins dans la littérature contemporaine. Éditions Médecine et hygiène, Genève 1959.
- Cécile au miroir. Edition du Scorpion, Paris 1960.
- Vittorio Locchi. In: Alla Bottega, Rivista di cultura ed arte, Milano, a. 2, n. 6, November/Dezember 1964, S. 29–35.
- Veuves et veufs. Monologues. Vorwort von Jean-Michel Junod. Perret-Gentil, Genève 1966.
- Le symbolisme de l'eau chez Claudel. In: Cahiers internationaux de symbolisme Jg. 21. 1972, S. 27–38.
- Blason de la diletta. Perret-Gentil, Genève 1976.
- Dr. Kerkhovens drei Existenzen: Als Hinweis auf den Schriftsteller Jakob Wassermann In: Schweizer Monatshefte 51, (1971–1972), S. 419–431. (Gentner, Stuttgart 1976.)
- De la recherche pharmaceutique à l'information médicale. Pharma information, Bâle 1978.
- Arzneimittel und Fachinformation. Untrennbare Faktoren der Therapieentwicklung. Pharma-Information, Basel 1978.
- Dreiundzwanzig Fragen, wieviele Antworten?. Mit einem Nachwort von Gerhard Vescovi, Atrioc : Edition Atelier, Böblingen 1979.
- Mythes et antimythes. Poèmes et monologues. Avant-propos de Liliane Menétrey; illustrations de L. Lacroix. Edition du Poète-Gueux, Bâle 1980.
- Historiettes, ou, La vie n'est pas simple ; suivi de, Alluvions. L'Emeraude, Genève 1987.